# Tetrakaina
Tetrakaina (łac. tetracainum) – wielofunkcyjny organiczny związek chemiczny, pochodna kwasu p-aminobenzoesowego. Stosowana w znieczuleniu miejscowym i dokanałowym.

## Mechanizm działania
Tetrakaina wywołuje miejscowe znieczulenie poprzez odwracalną blokadę przewodnictwa przez włókna nerwowe, zmniejszając lub całkowicie zapobiegając chwilowym wzrostom przepuszczalności błony komórkowej dla jonów sodowych, prawdopodobnie poprzez kompetencyjne wiązanie się z miejscem wiążącym jon wapniowy.

## Zastosowanie
- znieczulenie powierzchniowe skóry w związku z wkłuciem igły i w przypadkach powierzchniowych zabiegów chirurgicznych na niezmienionej chorobowo, nienaruszonej skórze u osób dorosłych[6],
- znieczulenie miejscowe skóry przed zabiegami dermatologicznymi na nieuszkodzonej skórze u osób dorosłych[7],
- znieczulenie powierzchniowe skóry związane z wkłuciem igły w niezmienioną chorobowo, nienaruszoną skórę u dzieci w wieku powyżej 3 lat[6],
- ból i świąd w okolicy odbytu[4],
- stany zapalne błony śluzowej odbytnicy[4],
- zapalenie zakrzepowe guzków krwawniczych[4],
- leczenie uzupełniające po zabiegach chirurgicznych przetok okołoodbytniczych i guzków krwawniczych[4].

Tetrakaina znajduje się na wzorcowej liście podstawowych leków Światowej Organizacji Zdrowia (WHO Model Lists of Essential Medicines) (2015).
Tetrakaina jest dopuszczona do obrotu w Polsce (2018).

## Działania niepożądane
Tetrakaina może powodować miejscowo następujące działania niepożądane u ponad 1% pacjentów: rumień, zblednięcie skóry, wysypka oraz obrzęk. Po wchłonięciu się do krwi tetrakaina jest toksyczna i może powodować ciężkie zdarzenia niepożądane.